# VT-Linie

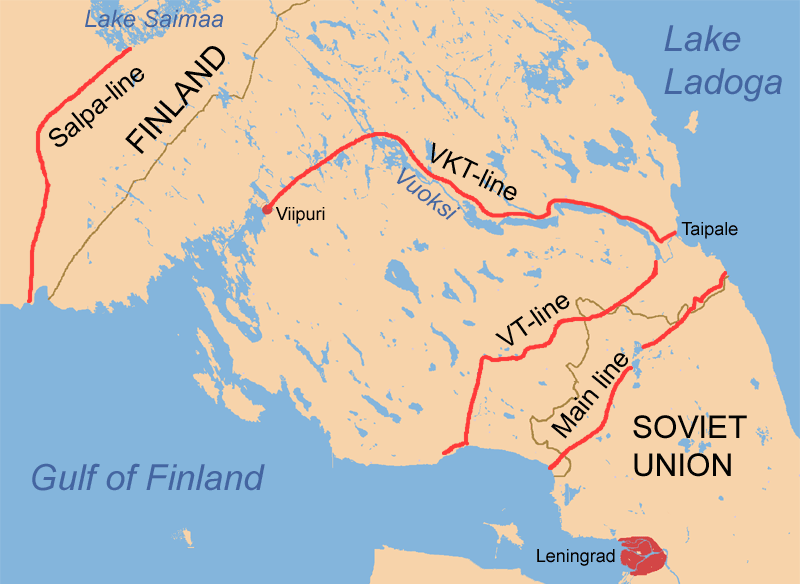
Verteidigungslinien auf der Karelischen Landenge

Die VT-Linie oder Vammelsuu-Taipale-Linie (finnisch: VT-linja; schwedisch: VT-linjen; russisch: Карельский вал) war eine finnische Verteidigungslinie an der karelischen Landenge, die zwischen 1942 und 1944 während des Fortsetzungskriegs gebaut wurde und von Vammelsuu über das Nordufer des Finnischen Meerbusens durch Kuuterselkä und Kivennapa und entlang Taipaleenjoki nach Taipale am Westufer des Ladogasees. Sie überquerte die Eisenbahnstrecke Sankt Petersburg – Wyborg bei Sahakylä (63 km) und die Eisenbahnstrecke Sankt Petersburg – Hiitola bei Kelliö (69 km).
Während der Wyborg-Petrosawodsker Operation wurde die Linie zwischen 10. und 17. Juni 1944 von sowjetischen Truppen der Leningrader Front überrannt, die Finnen mussten sich auf die VKT-Linie zurückziehen.